# Curator
Un curator (plural, curatores), en la Antigua Roma y especialmente en el Imperio Romano, era un oficial público, magistrado o funcionario imperial a cargo de las tareas administrativas en un campo específico, como por ejemplo la gestión del suministro o patrimonio público en Roma, o en Italia. Esta figura fue propuesta por primera vez bajo el mandato de Augusto.

## Loscuratores
La República Romana no tenía un sistema administrativo propio, y la administración del patrimonio público era responsabilidad de magistrados elegidos, censores y ediles. Los censores ya no fueron nombrados desde el reinado de Augusto, y eran reemplazados gradualmente por curatores elegidos por el emperador entre los antiguos pretores o cónsules y cuyos nombres son aprobados por el Senado romano. La función de curator da derecho al uso de la toga pretexta, silla curul y dos lictores cuando se viajaba fuera de Roma.
Si al principio la colegialidad de los senadores introducida para cada plaza de curator mantiene la tutela bajo el lado republicano, los responsables son totalmente dependientes del emperador, que los nombra por el tiempo que considera necesario y los paga del tesoro imperial, el fiscus, muy rápidamente se pasó a una responsabilidad de una o dos personas.

## Roma y el Tíber
Para reemplazar las misiones de los censores, Augusto confió el trabajo de mantenimiento de la ciudad a las comisiones de los senadores consulares:
- Curator aquarum, responsable de la gestión y mantenimiento del sistema de abastecimiento y la red de distribución de agua en las ciudades romanas ( con personal para tener siempre en buen estado las cloacas, los acueductos y fuentes públicas, los caminos o vías de cerca Roma, los puentes, calzadas, etc)[2]
- Curator aedium sacrarum, curator de los edificios públics y de los templos, hasta el fin del mandato de Augusto
- Curator viarum, los primeros curatores de los caminos fueron instituidos por Augusto en el año 20 a. C., tenían encomendada de supervisión y el mantenimiento de las principales vías en Italia. De acuerdo con las indicaciones ex senatus consulto inscritas sobre los miliarium, las obras fueron financiadas en parte por el Senado, al menos hasta el reinado de Claudio[5]

Los sucesores de Augusto crearon otros puestos de servicios públicos en Roma:
- Curator alvei Tiberis et riparum et cloacarum sacrae urbis, responsables del cauce del río Tíber, sus bancos, contra posibles inundaciones, y los desagües de la ciudad de la antigua Roma[7]
- procurator ad Miniciam, encargado de la distribución de alimentos que se hizo en el pórtico Minicius, de donde proviene el nombre, fue creado bajo el emperador Claudio
- procurator bibliothecarum, procurador de bibliotecas públicas, creado también por Claudio, confiado a un liberto, más tarde a un caballero.

Entre el reinado de Cómodo, a continuación la de Heliogábalo y a partir de Filipo el Árabe, el curator aquarum extendió su control a las distribuciones de trigo, curatores emendi frumenti et olei.

## Otroscuratores
- El curator civitatis o curator reipublicae o logistae apareció en la dinastía Antonina, —casa reinante en el Imperio romano entre los años 96 y 192—, para la parte oriental del imperio. El curator nombrado por el emperador tenía a su cargo la supervisión de las finanzas del municipio, gracias a la epigrafía se han observado unas 150 citas de esta tutela en Italia entre Trajano y Galieno, con una creciente tendencia bajo Septimio Severo, generalizándose en tiempos de Diocleciano.[8] A principios del siglo IV, la carga del curator de la ciudad se transforma: se extiende y se convierte en permanente, por períodos anuales. El curator es elegido entre los antiguos magistrados de la ciudad.[8]
- El curator kalendarium era el tesorero o encargado de recibir el dinero de la ciudad. El nombre kalendarii parece que le tomaron de ejercer principalmente sus funciones en las calendas; el libro de Kalendes está documentado, esenciamente en Italia, en tiempos de Adriano, también existe un registro en Ostia, con la denominación de curator pecuniae publicae exigendae et adtribuendae.[9]
- Los curatores dativi eran una especie de tutores nombrados o dados, datus, por los jueces. Se distinguía de los curatores legítimos y testamentarios.
- Los curatores de la casa o palacio del emperador eran los encargados de los gastos de la mesa, guardarropa, etc. del soberano.
- Había curatores de los prisioneros de guerra, los cuales cuidaban de los bienes de estos mientras estaban en poder del enemigo.